# 수병과 제독
"수병과 제독"은 1979년에 개봉한 대한민국의 영화이다. 1978년 경남 진해에서 해군의 도움을 받아 제작 된 영화이다. 영화에서 나오는 가정집은 당시 영화 제작진이 묵었던 경남 진해에 있던 송강여관( 중앙동 11-2 )의 주인집에서 촬영 하였다.

## 캐스팅
- 김희라   (강유진 병조장役)
- 이대엽
- 장혁(강유진 아들 役)
- 최성
- 이인옥   (강유진 부인 役)
- 문미봉
- 김보미  (강유진 딸 役)
- 장순자
- 조경희
- 서진옥(강유진 딸 役)
- 진봉진
- 허기호
- 한태일
- 홍성중
- 독고영재   ( 김보미 남편 役)
- 이완형
- 정규영
- 장정국
- 박종설
- 전숙
- 송명
- 이종철
- 공수진( 강유진 아들 신생아 役)